# Том Брокау
Том Брокау (англ. Tom Brokaw; нар. 6 лютого 1940) — американський телеведучий, журналіст, редактор телевізійних програм та автор, відомий насамперед як головний редактор нічних новин (NBC) з 1982 до 2004 року.

## Біографія
Брокау вивчав політологію в Університеті Південної Дакоти. По закінченні працював декілька років як диктор на радіо. 1965 року він став редактором та ведучим вечірніх новин на телеканалі Атланти. Незабаром почав працювати на каналі NBC News. З 1973 до 1976 року працював кореспондентом NBC в Білому Домі, зокрема він готував матеріали про Вотергейтський скандал.
1987 року підготував репортаж «The Arms, the Men, the Money» про нікарагуанських повстанців «Контрас». Цього ж року був першим американським журналістом, який взяв розлоге інтерв'ю в Михайла Горбачова. 1989 року вів репортажі з Берліна про падіння Берлінського муру. У 1990-і роки вів репортажі з Албанії та Косово.
Брокау є автором книги «Найвизначніше покоління» (The Greatest Generation) (1998) та інших книг. Том Брокау був нагороджений численними преміями та відзнаками. Він є ведучим трьох основних програм новин NBC: «Сьогодні», «Нічні новини» та «Meet the Press».
У грудні 2004 року пішов у відставку.

## Книги
- The Greatest Generation. Neuaufl. Random House, New York 2004, ISBN 1-4000-6314-0.
- An Album of Memories. Personal Histories from the greatest generation. Random House, New York 2001, ISBN 0-375-50581-4.
- A Long Way From Home. Growing Up in the American Heartland in the Forties and Fifties. Random House, New York 2003, ISBN 0-375-75935-2.

## Нагороди
- Премія Пібоді
- 2 Alfred I. duPont-Columbia University Award[en]
- 7 Еммі
- 2012 The Nichols-chancellor's Medal, Університет Вандербільта[4]
- Брокау має почесні ступені тридцяти університетах.